# Pakob Jarernpone
Pakob Jarernpone (* in Bangkok, Thailand) ist ein US-amerikanischer Schauspieler.

## Leben
Jarernpone wurde in Bangkok geboren und im Alter von fünf Monaten von einer US-Amerikanerin adoptiert. Er wuchs bei einer alleinerziehenden Mutter im US-Bundesstaat Ohio auf. Seine Schauspielausbildung erhielt er an der Houde School of Acting und dem Actors Launchpad. Erste Schritte als Filmschauspieler machte er ab den frühen 2010er Jahren in Kurz- und Low-Budget-Spielfilmproduktionen. 2015 mimte er mit der Rolle des Russell Reeves im Kurzfilm Grasshopper, der am 20. Juni 2015 in Cleveland aufgeführt wurde.
2017 erhielt er unter anderen eine Episodenrolle in der Fernsehserie Thou Shalt Not. 2018 erhielt er die Rolle des Agent Lance im Film Science-Fiction-Thriller Dark Iris. 2019 stellte er mit der Rolle des Agenten Han im Thriller Beast of Our Fathers eine der Hauptrollen dar. Der Film erschien unter anderen als Video-on-Demand. 2022 verkörperte er die Rolle des Mr. Chung im Film Baby Oopsie: Murder Dolls sowie in drei Episoden der Fernsehserie Baby Oopsie. Im selben Jahr war er im Horrorfilm Puppet Master: Doktor Death in der Rolle des Warren zu sehen. 2024 verkörperte er die Rolle des Architekten Joe im Katastrophenfilm Earthquake Underground. Im selben Jahr stellte er außerdem die Rolle des Captain John Anderson im Film Gunner dar.

## Filmografie (Auswahl)
- 2012: I WIll Miss the Sea (Kurzfilm)
- 2012: Dying 2 Meet U
- 2013: The Samaritans (Kurzfilm)
- 2013: Young Harvest
- 2013: Modus Operandi (Kurzfilm)
- 2013: Speechless (Kurzfilm)
- 2014: The Murders of Brandywine Theater
- 2014: Beautiful Sin
- 2015: Grasshopper (Kurzfilm)
- 2016: The Deprogrammer (Kurzfilm)
- 2016: The Connected (Kurzfilm)
- 2016: How to Change the World
- 2016: Gretchen’s Lock (Kurzfilm)
- 2016: Fool’s Tango (Kurzfilm)
- 2016: Coffee (Kurzfilm)
- 2016: In Production
- 2017: Blind Visions
- 2017: Contract: Redemption
- 2017: The Decisionists (Kurzfilm)
- 2017: Thou Shalt Not (Fernsehserie, Episode 1x02)
- 2017: Mock and Roll
- 2017: Werewolves from Outer Space
- 2017: Whatever It Takes
- 2018: Dark Iris
- 2019: The Dummy
- 2019: Beast of Our Fathers
- 2020: Unwavering
- 2021: Red Larceny
- 2022: Baby Oopsie: Murder Dolls
- 2022: Baby Oopsie (Fernsehserie, 3 Episoden)
- 2022: Puppet Master: Doktor Death
- 2023: Child
- 2023: Estella’s Revenge
- 2024: Earthquake Underground
- 2024: Gunner
- 2024: No Where (Kurzfilm)